# 笠原忠
笠原 忠（かさはら ただし、1948年 - ）は、日本の薬学者。慶應義塾大学薬学部教授、兼常任理事。専門は生物系薬学で、研究上のキーワードは、生化学、免疫学、アレルギー学。
1979年2月14日、「リンパ球活性化における細胞間相互作用と作用因子の解析 」により、東京大学より薬学博士を取得。
免疫・炎症・アレルギー反応におけるサイトカイン、ケモカインの発現と役割解析、シグナル伝達機構の解析を行っている。

## 経歴
- 1972年 東京大学薬学部卒業
- 1979年 同大学院薬学系研究科博士取得[1]
- 1986年 自治医科大学医学部助教授
- 1995年 共立薬科大学教授
- 2005年 共立薬科大学常務理事
- 2008年 慶應義塾大学薬学部教授兼薬学部長
- 2009年 慶應義塾大学常任理事就任
- 2014年 慶應義塾大学を定年退官